# Kőtörőfűfélék
A kőtörőfűfélék (Saxifragaceae) a zárvatermők (Magnoliophyta) közé tartozó kőtörőfű-virágúak (Saxifragales) rendjének névadó családja mintegy hatszáz fajjal.

## Származásuk, elterjedésük
Minden földrészen megtalálhatók, de a legtöbb faj holarktikus; a legtöbb Észak-Amerikában, illetve a Himalájában él.

## Megjelenésük, felépítésük
Füvek és fás szárú növények egyaránt tartoznak a családba; a lágy szárúak jóval többen vannak, mint a cserjék. Leveleik rendszerint váltakozva (ritkábban átellenesen vagy örvesen) állnak. A levelek lehetnek egyszerűek vagy tenyeresen összetettek, a szélük ép vagy fűrészes. Sok faj tőlevélrózsás.
Nem nagy, örvös, rendesen öt- ritkán négytagú, (és ötkörű) kétivarú virágaik, amelyeknek csészéje és pártája is van (a sziromlevelek néhány fajnál visszafejlődtek), különböző virágzatokba rendeződnek. A porzóknak két köre is lehet, ilyenkor a külső porzók a sziromlevelek előtt állnak. A bibeszál szabad vagy összeforrt. Termőleveleik száma megegyezik a szirmokéval. A magház felső, félig vagy egészen alsó állású, egy- vagy kétüregű; a számos magkezdemény aránylag vastag maglécen ül. A magház gyakran álterméssé nő össze a vacokkal.
Termésük általában kicsiny tok, ritkábban tüsző, sok maggal. Gyakran kétrekeszű; a két bibeszál mint afféle szarvacska ül a termés tetején. Az egyenes csíra a magfehérje tengelyében fejlődik ki.

## Életmódjuk, élőhelyük
Évelők; a legtöbb faj örökzöld, illetve félörökzöld. Nevüket onnan kapták, hogy számos lágy szárú fajuk leginkább a hegyvidékeken, köves, sziklás helyeken, szirtek hasadékaiban nő, ahol mintegy töri, rontja a kősziklát. A sziklagyepekben gyakran dominánsak.
A lágy szárú fajok között sok a pozsgás; törzs- és levélszukkulens fajok egyaránt előfordulnak.

## Felhasználásuk
A sziklakertek megbecsült díszei.